# Vyznamenání zpravodajských služeb Jihoafrické republiky
Medaile a vyznamenání příslušníkům zpravodajských služeb udílí Jihoafrická republika od roku 1981. V letech 1981 až 1994 sestával systém vyznamenání udílených příslušníkům Národní zpravodajské služby ze dvou vyznamenání za statečnost, pěti za zásluhy, dvou za výjimečné zásluhy civilistů a tří medailí za dlouholetou službu.
Nový systém vyznamenání byl zaveden v roce 2005. Tento systém sestává z vyznamenání za statečnost, čtyř vyznamenání za záslužnou službu a tří za dlouholetou službu.

## Národní zpravodajská služba
Národní zpravodajská služba byla založena roku 1963 pod názvem Republikánská zpravodajská služba. V té době byla složkou Jihoafrické policie. Samostatnou službou pod názvem Úřad pro státní bezpečnost se stala v roce 1968. Úřad byl v roce 1979 přejmenován na Ředitelství národní bezpečnosti a v roce 1980 na Národní zpravodajskou službu. Série vyznamenání udílená příslušníkům tohoto útvaru byla zavedena v roce 1981. Další vyznamenání byla přidána v letech 1987 až 1990. Národní zpravodajská služba byla nahrazena v roce 1994 Národní zpravodajskou agenturou a Jihoafrickou tajnou službou.
- Vyznamenání za vynikající vedení Národní zpravodajské služby
- zlatý Kříž za chrabrost Národní zpravodajské služby
- stříbrný Kříž za chrabrost Národní zpravodajské služby
- Civilní vyznamenání Národní zpravodajské služby
- zlaté Vyznamenání Národní zpravodajské služby
- stříbrné Vyznamenání Národní zpravodajské služby
- bronzové Vyznamenání Národní zpravodajské služby
- zlatá Medaile za vynikající službu Národní zpravodajské služby
- stříbrná Medaile za vynikající službu Národní zpravodajské služby
- bronzová Medaile za vynikající službu Národní zpravodajské služby
- Civilní medaile Národní zpravodajské služby

### Medaile za dlouholetou službu
- zlatá Medaile za věrnou službu Národní zpravodajské služby
- stříbrná Medaile za věrnou službu Národní zpravodajské služby
- bronzová Medaile za věrnou službu Národní zpravodajské služby

## Národní zpravodajská agentura Jihoafrická tajná služba
V roce 2005 byla zavedena nová řada vyznamenání a medailí, které byly udíleny příslušníkům Národní zpravodajské agentury a Jihoafrické tajné služby, jež jsou souhrnně označovány jako „zpravodajské služby“.
- Medaile za chrabrost zpravodajských služeb
- Medaile za vynikající velení zpravodajských služeb
- zlatá Medaile za vynikající službu zpravodajských služeb
- stříbrná Medaile za vynikající službu zpravodajských služeb
- bronzová Medaile za vynikající službu zpravodajských služeb

### Medaile za dlouholetou službu
- zlatá Medaile za loajální službu zpravodajských služeb
- stříbrná Medaile za loajální službu zpravodajských služeb
- bronzová Medaile za loajální službu zpravodajských služeb